# بلیا د لا سیئرا

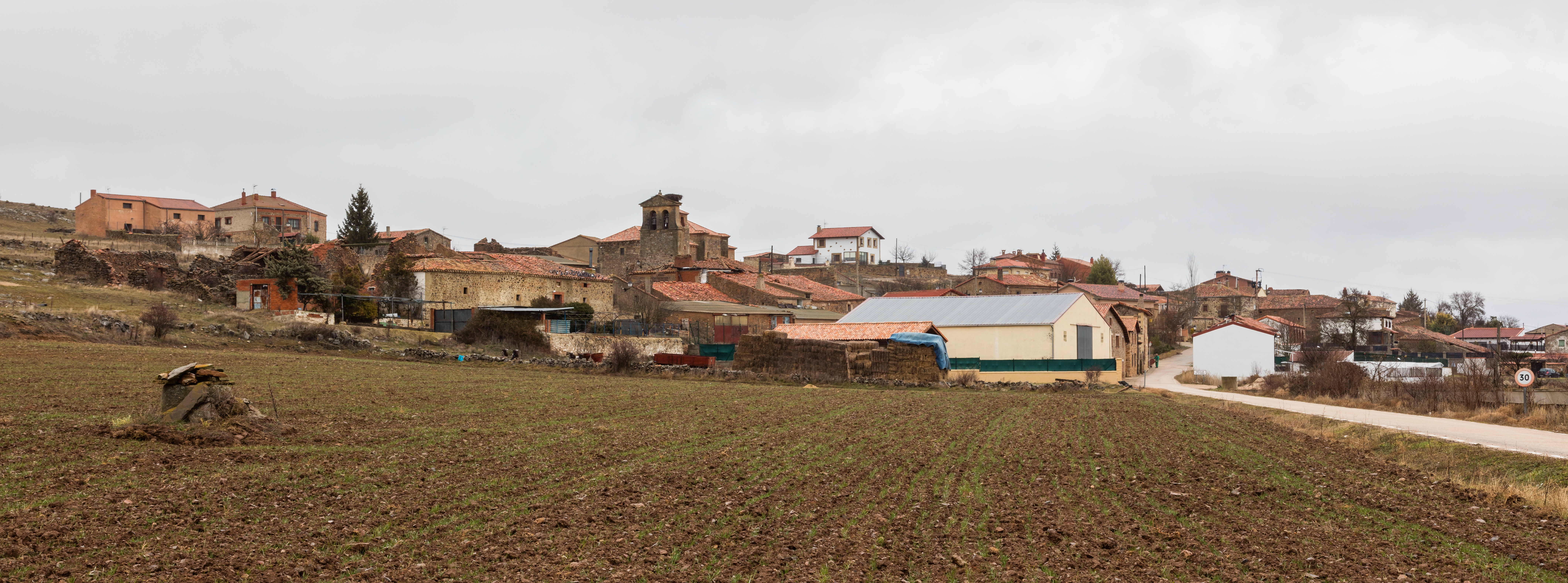
نمایی از شهرستان ولیلا د لا سیئرا در استان سریا، اسپانیا - ۲۰۱۶

ولیلا د لا سیئرا (انگلیسی: Velilla de la Sierra) یک شهرستان در اسپانیا است که در استان سریا در بخش خودمختار کاستیا و لئون واقع شده‌است.